# Can Suari (Sant Antoni de Vilamajor)
Can Suari és una masia de Sant Antoni de Vilamajor (Vallès Oriental) inclosa a l'Inventari del Patrimoni Arquitectònic de Catalunya.

## Descripció
La masia està situada sobre una elevació del terreny rodejat d'un mur de contenció amb contraforts. Davant la façana de l'edifici principal s'estén una gran terrassa rodejada per la barana que conforma el mur de contenció. L'edifici teulada a dos vessants i la porta té tretze dovelles, a la clau hi figura la data de 1648. A la part superior d'una de les finestres de la casa hi ha un arc de descàrrega i, a l'altura del primer pis, hi ha un rellotge de sol.
Adossat a l'edifici es troba el corral que té una portalada amb onze dovelles, amb la clau i les contraclaus escapçades per l'ampit d'una finestra. L'entrada del barri acaba en un arc carpanell.

## Història
La casa va ser feta al segle xvi, tanmateix, a la clau de la porta principal apareix la data de 1648 i a la del barri la de 1690. En aquesta masia va néixer, el 1859, el poeta Francesc Casas i Amigó, el 1859.